# Монтпилијер (Луизијана)
Монтпилијер (енгл. Montpelier) град је у америчкој савезној држави Луизијана.

## Демографија
По попису из 2010. године број становника је 266, што је 52 (24,3%) становника више него 2000. године.
| Група             | 2000.       | 2010.       |
| Белци             | 123 (57,5%) | 118 (44,4%) |
| Афроамериканци    | 86 (40,2%)  | 141 (53,0%) |
| Азијати           | 0 (0,0%)    | 1 (0,4%)    |
| Хиспаноамериканци | 5 (2,3%)    | 3 (1,1%)    |
| Укупно            | 214         | 266         |